# Адлер, Виктор
Ви́ктор А́длер (нем. Victor Adler; 24 июня 1852, Прага — 11 ноября 1918, Вена) — один из лидеров австрийской социал-демократии. В ноябре 1918 года короткое время был министром иностранных дел австрийского правительства. По происхождению еврей, отец физика и также социал-демократа Фридриха Адлера.

## Биография
С 1878 года был женат на Эмме Браун, писательнице, политике.
Окончив Венский университет (1881) и став доктором медицины, Виктор Адлер на протяжении 13 лет занимался медицинской практикой в качестве невролога, но вскоре полностью посвятил себя политике. Поначалу радикал и сторонник пангерманизма, после поездки по Европе (Германия, Швейцария, Британия) и встречи с Энгельсом Адлер стал социалистом.

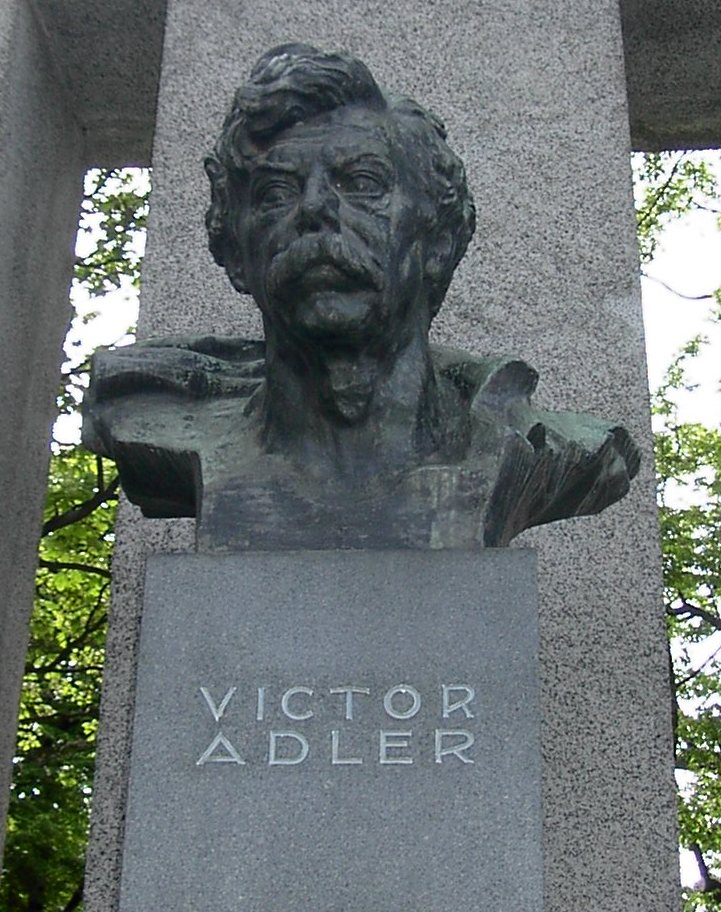
Памятник В. Адлеру в Вене

С 1886 года на собственные деньги печатал еженедельник «Gleichheit» («Равенство»). Получил известность благодаря серии материалов в защиту от эксплуатации рабочих кирпичных заводов компании Wienerberger, в основном, чехов. Компания платила рабочим денежными суррогатами. Кирпич был главным материалом для строящейся Вены и материалы получили большой резонанс. В 1889 году газету запретили.
Выступил одним из основателей Социал-демократической партии Австрии на объединительном съезде в Хайнфельде (31 декабря 1888 — 1 января 1889), избран одним из её лидеров. В этом качестве он возглавлял издававшийся в Вене центральный орган партии — «Arbeiterzeitung», одно из ведущих социалистических изданий.
Когда на венском съезде Социал-демократической партии Австрии 1897 года был поставлен вопрос о разделении единой до тех пор партии по национальностям — на немецко-австрийскую, чешскую, польскую и другие партии, объединённые федеративною связью, Виктор Адлер выступил главным противником этого проекта, нашедшего сильного защитника в лице Дашинского. Проект прошёл, и с тех пор Адлер стал одним из лидеров немецко-австрийской социал-демократической партии, одновременно играя видную роль и на общих съездах. Был соавтором Брюннской программы партии (1899).
Прежде Адлер принадлежал к левому крылу партии (враждебному бернштейнианству, или «ревизионизму»), но с 1902 года в нём стали заметны колебания. Он безуспешно выступал кандидатом на выборах в рейхсрат 1897 и 1900 гг. В 1901 году был выбран в нижнеавстрийский ландтаг на место Шлезингера. С 1905 по 1918 год депутат рейхсрата, лидер социал-демократической фракции. Параллельно активно действовал во Втором интернационале.
Заступничество за Ленина
Когда началась Первая мировая война, Ленин жил на территории Австро-Венгрии в галицийском селе Бялы Дунаец вблизи Поронина, куда он приехал в конце 1912 года. Из-за подозрения в шпионаже в пользу российского правительства Ленин 8 августа был арестован.  Адлер добился приема у министра внутренних дел Австрии, где произошёл следующий диалог:

Министр: «Уверены ли Вы, что Ульянов враг царского правительства?»
Адлер: «Да! Более заклятый чем Ваше Превосходительство!»

19 августа Ленин вышел на свободу и вскоре уехал в Швейцарию.